# Tamar (Tasmania)
Tamar – rzeka na Tasmanii, o długości 70 km. Tamar powstaje z połączenia rzek North Esk i South Esk w Launceston. Wpada do cieśniny Bassa w osadzie Low Head.